# Ligue A w piłce siatkowej mężczyzn
Ligue A w piłce siatkowej mężczyzn – najwyższa klasa siatkarskich rozgrywek ligowych mężczyzn we Francji. Pierwsze rozgrywki o mistrzostwo kraju odbyły się w 1938 roku, a tytuł zdobył zespół SS Amicale de Paris.
Najczęściej Mistrzem Francji została drużyna AS Cannes i Tours VB - 10 razy.

## Medaliści
| Sezon                                                                         | Klasyfikacja końcowa                                                  | Klasyfikacja końcowa                                                  | Klasyfikacja końcowa                                                  |                                | Faza play-off | Faza play-off                  | Faza play-off |
| Sezon                                                                         | 1. miejsce                                                            | 2. miejsce                                                            | 3. miejsce                                                            | Mistrz                         | Wynik         | Finalista                      |               |
| ----------------------------------------------------------------------------- | --------------------------------------------------------------------- | --------------------------------------------------------------------- | --------------------------------------------------------------------- | ------------------------------ | ------------- | ------------------------------ | ------------- |
| Nationale 1A                                                                  |                                                                       |                                                                       |                                                                       |                                |               |                                |               |
| 1937/1938                                                                     | Société sportive amicale                                              |                                                                       |                                                                       |                                |               |                                |               |
| 1938/1939                                                                     | Volley-Ball Club France                                               | Paris UC                                                              | Villa Primrose                                                        |                                |               |                                |               |
| 1939/1940                                                                     | Rozgrywki nie odbyły się.                                             | Rozgrywki nie odbyły się.                                             | Rozgrywki nie odbyły się.                                             |                                |               |                                |               |
| 1940/1941                                                                     | Paris UC                                                              | Villa Primrose                                                        |                                                                       |                                |               |                                |               |
| 1941/1942                                                                     | Strefa okupowana                                                      | Strefa okupowana                                                      | Strefa okupowana                                                      |                                |               |                                |               |
| 1941/1942                                                                     | RC France                                                             | US Métro                                                              |                                                                       |                                |               |                                |               |
| 1941/1942                                                                     | Strefa wolna                                                          |                                                                       |                                                                       |                                |               |                                |               |
| 1941/1942                                                                     | RC Cannes                                                             | AS Cannes                                                             |                                                                       |                                |               |                                |               |
| 1942/1943                                                                     | Paris UC                                                              | Montpellier UC                                                        |                                                                       |                                |               |                                |               |
| 1943/1944                                                                     | Rozgrywki nie zostały dokończone.                                     | Rozgrywki nie zostały dokończone.                                     | Rozgrywki nie zostały dokończone.                                     |                                |               |                                |               |
| 1944/1945                                                                     | Stade Français                                                        |                                                                       |                                                                       |                                |               |                                |               |
| 1945/1946                                                                     | RC France                                                             |                                                                       |                                                                       |                                |               |                                |               |
| 1946/1947                                                                     | Montpellier UC                                                        |                                                                       |                                                                       |                                |               |                                |               |
| 1947/1948                                                                     | RC France                                                             |                                                                       |                                                                       |                                |               |                                |               |
| 1948/1949                                                                     | Montpellier UC                                                        |                                                                       |                                                                       |                                |               |                                |               |
| 1949/1950                                                                     | Montpellier UC                                                        |                                                                       |                                                                       |                                |               |                                |               |
| 1950/1951                                                                     | Montpellier UC                                                        |                                                                       |                                                                       |                                |               |                                |               |
| 1951/1952                                                                     | Stade Français                                                        |                                                                       |                                                                       |                                |               |                                |               |
| 1952/1953                                                                     | Stade Français                                                        | CO Billancourt                                                        | Montpellier UC                                                        |                                |               |                                |               |
| 1953/1954                                                                     | CO Billancourt                                                        |                                                                       |                                                                       |                                |               |                                |               |
| 1954/1955                                                                     | CO Billancourt                                                        |                                                                       |                                                                       |                                |               |                                |               |
| 1955/1956                                                                     | CO Billancourt                                                        |                                                                       |                                                                       |                                |               |                                |               |
| 1956/1957                                                                     | Stade Français                                                        |                                                                       |                                                                       |                                |               |                                |               |
| 1957/1958                                                                     | Stade Français                                                        | CO Billancourt                                                        | GSA Hydra                                                             |                                |               |                                |               |
| 1958/1959                                                                     | CAS BNCI Alger                                                        | GSA Hydra                                                             |                                                                       |                                |               |                                |               |
| 1959/1960                                                                     | Stade Français                                                        | RC France                                                             | GSA Hydra                                                             |                                |               |                                |               |
| 1960/1961                                                                     | Stade Français                                                        | Paris UC                                                              | CAS BNCI Alger                                                        |                                |               |                                |               |
| 1961/1962                                                                     | Paris UC                                                              |                                                                       |                                                                       |                                |               |                                |               |
| 1962/1963                                                                     | Paris UC                                                              |                                                                       |                                                                       |                                |               |                                |               |
| 1963/1964                                                                     | RC France                                                             |                                                                       |                                                                       |                                |               |                                |               |
| 1964/1965                                                                     | Asnières Sports                                                       |                                                                       |                                                                       |                                |               |                                |               |
| 1965/1966                                                                     | Asnières Sports                                                       |                                                                       |                                                                       |                                |               |                                |               |
| 1966/1967                                                                     | Paris UC                                                              | RC France                                                             | Stade Français                                                        |                                |               |                                |               |
| 1967/1968                                                                     | Paris UC                                                              | RC France                                                             | Stade Français                                                        |                                |               |                                |               |
| 1968/1969                                                                     | RC France                                                             | Montpellier UC                                                        | Paris UC                                                              |                                |               |                                |               |
| 1969/1970                                                                     | RC France                                                             | Montpellier UC                                                        | CO Joinville                                                          |                                |               |                                |               |
| 1970/1971                                                                     | RC France                                                             | Montpellier UC                                                        |                                                                       |                                |               |                                |               |
| 1971/1972                                                                     | Montpellier UC                                                        | VGA Saint-Maur                                                        | RC France                                                             |                                |               |                                |               |
| 1972/1973                                                                     | Montpellier UC                                                        | Stade Français                                                        | RC France                                                             |                                |               |                                |               |
| 1973/1974                                                                     | Stade Français                                                        | VGA Saint-Maur                                                        | RC France                                                             |                                |               |                                |               |
| 1974/1975                                                                     | Montpellier UC                                                        | RC France                                                             | VGA Saint-Maur                                                        |                                |               |                                |               |
| 1975/1976                                                                     | VGA Saint-Maur                                                        | Montpellier UC                                                        | RC France                                                             |                                |               |                                |               |
| 1976/1977                                                                     | RC France                                                             | Montpellier UC                                                        | AS Cannes                                                             |                                |               |                                |               |
| 1977/1978                                                                     | RC France                                                             | Asnières Sport                                                        | CSM Clamart                                                           |                                |               |                                |               |
| 1978/1979                                                                     | Asnières Sport                                                        | Montpellier UC                                                        | AS Grenoble                                                           |                                |               |                                |               |
| 1979/1980                                                                     | Asnières Sport                                                        | CSM Clamart                                                           | AS Cannes                                                             |                                |               |                                |               |
| 1980/1981                                                                     | AS Cannes                                                             | AS Grenoble                                                           | Asnières Sport                                                        |                                |               |                                |               |
| 1981/1982                                                                     | AS Cannes                                                             | Asnières Sport                                                        | AS Grenoble                                                           |                                |               |                                |               |
| 1982/1983                                                                     | AS Cannes                                                             | Asnières Sport                                                        | AS Grenoble                                                           |                                |               |                                |               |
| 1983/1984                                                                     | Asnières Sport                                                        | AS Grenoble                                                           | Stade Français                                                        |                                |               |                                |               |
| 1984/1985                                                                     | AS Grenoble                                                           | Asnières Sport                                                        | Montpellier UC                                                        |                                |               |                                |               |
| 1985/1986                                                                     | AS Cannes                                                             | AMSL Fréjus                                                           | Asnières Sport                                                        |                                |               |                                |               |
| 1986/1987                                                                     | AMSL Fréjus                                                           | AS Grenoble                                                           | Arago de Sète                                                         |                                |               |                                |               |
| 1987/1988                                                                     | AMSL Fréjus                                                           | Arago de Sète                                                         | AS Grenoble                                                           |                                |               |                                |               |
| 1988/1989                                                                     | AS Fréjus                                                             | AS Grenoble                                                           | Montpellier UC                                                        |                                |               |                                |               |
| 1989/1990                                                                     | AS Cannes                                                             | AS Fréjus                                                             | ASUL Lyon                                                             | AS Cannes (2)                  | 1 – 0         | AS Fréjus (1)                  |               |
| 1990/1991                                                                     | AS Cannes                                                             | JSA Bordeaux                                                          | AS Fréjus                                                             |                                |               |                                |               |
| 1991/1992                                                                     | AS Fréjus                                                             | Montpellier UC                                                        | JSA Bordeaux                                                          |                                |               |                                |               |
| 1992/1993                                                                     | PSG-Asnières                                                          | AS Cannes                                                             | CA Saint-Étienne                                                      | PSG-Asnières (5)               | 1 – 0         | AS Cannes (1)                  |               |
| 1993/1994                                                                     | AS Cannes                                                             | PSG-Asnières                                                          | Paris UC                                                              | AS Cannes (1)                  | 2 – 0         | PSG-Asnières (2)               |               |
| 1994/1995                                                                     | AS Cannes                                                             | Paris UC                                                              | Arago de Sète                                                         | AS Cannes (1)                  | 2 – 0         | Paris UC (3)                   |               |
| 1995/1996                                                                     | Paris UC                                                              | AS Cannes                                                             | Stade Poitevin Poitiers                                               | Paris UC (2)                   | 2 – 0         | AS Cannes (1)                  |               |
| Pro A                                                                         |                                                                       |                                                                       |                                                                       |                                |               |                                |               |
| 1996/1997                                                                     | Paris UC                                                              | AS Cannes                                                             | Montpellier UC                                                        | Paris UC (1)                   | 2 – 0         | AS Cannes (2)                  |               |
| 1997/1998                                                                     | Paris UC                                                              | AS Cannes                                                             | Paris SG-Racing                                                       | Paris UC (3)                   | 2 – 0         | AS Cannes (1)                  |               |
| 1998/1999                                                                     | Stade Poitevin Poitiers                                               | Paris Volley                                                          | AS Cannes                                                             | Stade Poitevin Poitiers (1)    | 2 – 1         | Paris Volley (2)               |               |
| 1999/2000                                                                     | Paris Volley                                                          | Stade Poitevin Poitiers                                               | Tourcoing LM                                                          | Paris Volley (1)               | 2 – 0         | Stade Poitevin Poitiers (3)    |               |
| 2000/2001                                                                     | Paris Volley                                                          | Tourcoing LM                                                          | Tours VB                                                              | Paris Volley (1)               | 2 – 1         | Tourcoing LM (3)               |               |
| 2001/2002                                                                     | Paris Volley                                                          | Tourcoing LM                                                          | AS Cannes                                                             | Paris Volley (1)               | 2 – 1         | Tourcoing LM (6)               |               |
| 2002/2003                                                                     | Paris Volley                                                          | Tours VB                                                              | Arago de Sète                                                         | Paris Volley (1)               | 2 – 1         | Tours VB (3)                   |               |
| 2003/2004                                                                     | Tours VB                                                              | AS Cannes                                                             | Tourcoing LM                                                          | Tours VB (1)                   | 2 – 0         | AS Cannes (2)                  |               |
| 2004/2005                                                                     | AS Cannes                                                             | Arago de Sète                                                         | Tours VB                                                              | AS Cannes (3)                  | 2 – 1         | Arago de Sète (4)              |               |
| 2005/2006                                                                     | Paris Volley                                                          | Tours VB                                                              | Stade Poitevin Poitiers                                               | Paris Volley (2)               | 2 – 0         | Tours VB (1)                   |               |
| 2006/2007                                                                     | Paris Volley                                                          | Stade Poitevin Poitiers                                               | AS Cannes                                                             | Paris Volley (1)               | 2 – 0         | Stade Poitevin Poitiers (3)    |               |
| 2007/2008                                                                     | Paris Volley                                                          | Stade Poitevin Poitiers                                               | AS Cannes                                                             | Paris Volley (2)               | 2 – 0         | Stade Poitevin Poitiers (4)    |               |
| 2008/2009                                                                     | Paris Volley                                                          | Tourcoing LM                                                          | Stade Poitevin Poitiers                                               | Paris Volley (2)               | 2 – 0         | Tourcoing LM (4)               |               |
| Ligue A                                                                       |                                                                       |                                                                       |                                                                       |                                |               |                                |               |
| 2009/2010                                                                     | Tours VB                                                              | AS Cannes                                                             | Arago de Sète                                                         | Tours VB (1)                   | 2 – 0         | AS Cannes (3)                  |               |
| 2010/2011                                                                     | Stade Poitevin Poitiers                                               | Tours VB                                                              | Arago de Sète                                                         | Stade Poitevin Poitiers (2)    | 1 – 0         | Tours VB (1)                   |               |
| 2011/2012                                                                     | Tours VB                                                              | Stade Poitevin Poitiers                                               | Arago de Sète                                                         | Tours VB (1)                   | 1 – 0         | Stade Poitevin Poitiers (2)    |               |
| 2012/2013                                                                     | Tours VB                                                              | Paris Volley                                                          | Arago de Sète                                                         | Tours VB (1)                   | 2 – 0         | Paris Volley (6)               |               |
| 2013/2014                                                                     | Tours VB                                                              | Paris Volley                                                          | GFC Ajaccio                                                           | Tours VB (1)                   | 1 – 0         | Paris Volley (3)               |               |
| 2014/2015                                                                     | Tours VB                                                              | Paris Volley                                                          | AS Cannes                                                             | Tours VB (4)                   | 1 – 0         | Paris Volley (2)               |               |
| 2015/2016                                                                     | Paris Volley                                                          | Arago de Sète                                                         | Tours VB                                                              | Paris Volley (6)               | 1 – 0         | Arago de Sète (1)              |               |
| 2016/2017                                                                     | Chaumont VB 52 Haute-Marne                                            | Spacer’s de Toulouse                                                  | Montpellier UC                                                        | Chaumont VB 52 Haute-Marne (1) | 1 – 0         | Spacer’s de Toulouse (6)       |               |
| 2017/2018                                                                     | Tours VB                                                              | Chaumont VB 52 Haute-Marne                                            | Paris Volley                                                          | Tours VB (1)                   | 1 – 0         | Chaumont VB 52 Haute-Marne (2) |               |
| 2018/2019                                                                     | Tours VB                                                              | Chaumont VB 52 Haute-Marne                                            | GFC Ajaccio                                                           | Tours VB (1)                   | 2 – 0         | Chaumont VB 52 Haute-Marne (6) |               |
| 2019/2020                                                                     | Ze względu na pandemię wirusa SARS-CoV-2 rozgrywki zostały przerwane. | Ze względu na pandemię wirusa SARS-CoV-2 rozgrywki zostały przerwane. | Ze względu na pandemię wirusa SARS-CoV-2 rozgrywki zostały przerwane. |                                |               |                                |               |
| 2020/2021                                                                     | AS Cannes                                                             | Chaumont VB 52 Haute-Marne                                            | Montpellier Castelnau UC                                              | AS Cannes (2)                  | 2 – 1         | Chaumont VB 52 Haute-Marne (4) |               |
| 2021/2022                                                                     | Montpellier HSC VB                                                    | Tours VB                                                              | Chaumont VB 52 Haute-Marne                                            | Montpellier HSC VB (3)         | 2 – 0         | Tours VB (1)                   |               |
| 2022/2023                                                                     | Tours VB                                                              | Nantes Rezé MV                                                        | Chaumont VB 52 Haute-Marne                                            | Tours VB (1)                   | 1 – 1         | Chaumont VB 52 Haute-Marne (3) |               |
| Marmara SpikeLigue                                                            |                                                                       |                                                                       |                                                                       |                                |               |                                |               |
| 2023/2024                                                                     | Saint-Nazaire VBA                                                     | Chaumont VB 52 Haute-Marne                                            | Nantes Rezé MV                                                        | Saint-Nazaire VBA (7)          | 1 – 1         | Tours VB (4)                   |               |
| 2024/2025                                                                     | Tours VB                                                              | Montpellier HSC VB                                                    | Chaumont VB 52 Haute-Marne                                            | Tours VB (4)                   | 2 – 0         | Alterna Stade Poitevin VB (6)  |               |
| W nawiasie podane jest miejsce zajęte przez daną drużynę w fazie zasadniczej. |                                                                       |                                                                       |                                                                       |                                |               |                                |               |